# Kozlupınar, Kemaliye
Kozlupınar là một xã thuộc huyện Kemaliye, tỉnh Erzincan, Thổ Nhĩ Kỳ. Dân số thời điểm năm 2010 là 74 người.